# Angeli senza paradiso
Angeli senza paradiso (Àngels sense paradís) és una pel·lícula musical italiana de 1970 dirigida per Ettore Maria Fizzarotti. És un remake de la pel·lícula de 1933, Leise flehen meine Lieder, de Willi Forst, i es basa en una història fictícia sobre la vida del compositor Franz Schubert.

## Argument
A Viena, per fer front a les dificultats econòmiques en les quals viu, el compositor Franz Schubert també treballa com a professor en una escola primària. Schubert és amic de Marta, venedora en una casa d'empenyorament, que en secret està enamorada d'ell. Un dia el compositor no es presenta a la vil·la de la princesa Vorokin, on marxà molt enfadat per les rialles de la comtessa Anna Roskoff. Aquest gest provoca un incident amb la princesa: en poc temps Schubert és acomiadat de l'escola i cap editor accepta les seves cançons. No obstant això, la comtessa Roskoff decideix contractar Schubert com a instructor de cant a la seva vila a Budapest. Els dos s'enamoren tot i que Anna està promesa a Ludwig. Ludwig s'adona d'aquesta relació i desafia en duel a Schubert, el venç i el compositor torna a Viena. Després d'una actuació que té èxit se li informa que ha estat acomiadat com a professor de cant i que ja no pot tornar a veure Anna, que està a punt de casar-se amb Ludwig. Després d'aquest anunci, abans de marxar a Budapest per a evitar el matrimoni, Schubert es reuneix amb la seva amiga Marta que intenta inútilment explicar-li els sentiments que sent pel compositor. Schubert marxa i arriba a la vila de la Comtessa quan el matrimoni ja ha tingut lloc.

## Repartiment
- Al Bano com a Franz Schubert
- Romina Power com a Anna Roskoff
- Agostina Belli com a Marta
- Paul Müller com a Hermann Fux
- Cinzia De Carolis com a Irina Roskoff
- Llop Fischer com a Baró Ludwig
- Caterina Boratto com a Princesa Vorokin
- Renato Malavasi com a Schultz